# Freundschaftsgesellschaft
Unter Freundschaftsgesellschaft, auch Auslandsgesellschaft versteht man Vereine, die sich um die Völkerverständigung, den interkulturellen Dialog und den Kulturaustausch zweier Länder bemühen. Solche Freundschaftsgesellschaften können rein zivilgesellschaftlichen Ursprungs sein, und aus der Bevölkerung aus Interesse am kulturellen Austausch mit anderen Ländern gegründet worden sein. Sind können auch von Auslamndsbürgen gegründet worden aus, um den Austausch mit dem Gastland zu pflegen. Vielfach sind aber Freundschaftsgesellschaft auch Mittlerorganisationen ausländischer Staaten und Teil von deren auswärtiger Kulturpolitik. Dann treten sie als dritte Säule der Außenpolitik neben die klassische Diplomatie und die Außenhandelspolitik und die Entwicklungspolitik. In diesem Fall werden die Freundschaftsgesellschaften teilweise von fremden Staaten finanziert oder der Mittelmänner sitzen in deren Gremien und Beiräten.   

## Beispiele
Beispiele für zivilgesellschaftliche Freunschaftsgesellschaften sind die Mitglieder der Vereinigung Deutsch-Französischer Gesellschaften für Europa. Ein Beispiel für eine Mittlerorganisation ist die Deutsch-Arabische Gesellschaft oder auch das Deutsch-russische Forum. 

## Grundlegendes

### Geschichte
Netzwerksorganisationen für jeweilige Auslandsbürger gibt es seit dem Mittelalter, für Reiseaufenthalte etwa die Fondaco dei Tedeschi als Handelsniederlassung in Venedig (um 1200), im kirchlichen Umfeld die Animabruderschaft (1350) für Reichsdeutsche in Rom, die Landsmannschaften des frühen Studentenwesens, oder entstanden aus der Diaspora gewisser Volksgruppen (exilkirchlich Auslandsgemeinden, Vertriebenenorganisationen, und ähnliches). Umgekehrt entstanden beispielsweise im Vielvölkerstaat der Habsburgermonarchie schon im 19. Jahrhundert in Wien Interessensvereine der meisten Volksgruppen (wie Ungarn, Tschechen), und aus diesen entwickelten sich nach dem Zerfall der Monarchie Auslandsgesellschaften der Nachfolgestaaten in Österreich. Dadurch bekamen sie zwangsläufig einen politischen, zumindest aber einen lobbyistischen Anstrich. Im Laufe des 20. Jahrhunderts entstanden dann im Geiste der Völkerfreundschaft Vereinigungen, die sich zuvörderst um Abbau von Ressentiments durch gegenseitige Kontakte bemühten, also Kulturaustauschorganisationen im eigentlichen Sinne. Diese erhielten dann durch den weltweiten Tourismus einen weiteren Schub, als auch „exotische“ Länder kennenlernenswert wurden, und im Zuge der Globalisierung gibt es heute Freundschaftsgesellschaften zwischen vielen der um die 200 Staaten, und auch zusätzlich diverser Gruppen dieser Länder, etwa ethnischen, sprachlichen oder politischen Gruppierungen, sowie gänzlich internationale Gesellschaften. So

„[…] wurde Schritt für Schritt, durch die Bildung einer Vereinigung nach der anderen, ein unterstützendes und hochkarätig besetztes Netzwerk ‚stiller Diplomatie‘ installiert und behutsam erweitert; es arbeitete als gut positionierter Lobbyist und Sympathieträger […], die gewählten Vereinsstrukturen waren unverdächtige Organisationen.“

International finden sich Bezeichnungen wie englisch Friendship Association, Friendship Society, International Society, französisch Association d’amitié.

### Funktionen
Die Freundschaftsgesellschaften sind nicht-staatlicher Akteure der internationalen Beziehungen und der Außenpolitik, und damit charakteristische Nichtregierungsorganisationen (NGO), auch wenn sie sich als klein und oft ehrenamtlich organisiert deutlich von Global Playern wie Greenpeace oder amnesty international unterscheiden. Der Ausdruck nicht-staatliche Organisation (NSO) beschreibt dabei einen etwas umfassenderen Begriff als NGO, insbesondere ist „nicht gänzlich ausgeschlossen, dass eine Verbindung zwischen den jeweiligen Akteuren und der Regierung besteht“, also „diese Organisationen [nicht] vollkommen unabhängig vom Staat agieren (können).“ Der Einfluss kann auch extremere Formen annehmen, so waren beispielsweise die Freundschaftsgesellschaften in kommunistischen Ländern, aus dem sozialistischen Gedanken der Internationale entstanden, sehr bald politisch instrumentalisierte Organisationen.
Ein Sonderfall ist beispielsweise auch Schweden, wo viele Freundschaftsgesellschaften im Rahmen des Parlaments (Riksdag) entstanden, und dieses selbst noch in 50 „international friendship associations and networks“ involviert ist. Sonst sind die Gesellschaften aber meist adhoc unpolitisch, und nur durch die Teilnahme hoher politischer oder diplomatischer Akteure als Person verflochten.
Gerade kleinere, weit voneinander entfernte Länder, die kein aufwändiges diplomatisches Netz haben, pflegen ihre bilateralen Kontakte gerne durch solche Freundschaftsgesellschaften, in denen dann meist einige hochrangigere politische oder wirtschaftliche Persönlichkeiten vertreten sind. Daneben gibt es aber auch kleine Gesellschaften, die aus rein privatem Enthusiasmus entstanden.
Typische Agenden von Freundschaftsgesellschaften sind neben der sozialen Kontaktpflege und der Lobbyarbeit für die gegenseitigen Interessen die Betreuung und Hilfestellung von Landesgenossen, in rechtlichen wie in wirtschaftlichen Angelegenheiten, aber auch Bildungsanliegen wie landeskundliche Vorträge und Publikationen, regionalkulturelle Veranstaltungen, oder die Vermittlung von Auslandsaufenthalten und Stipendien, bei ärmeren Ländern insbesondere auch die Hilfe in der Entwicklung – allesamt Aufgaben, die auch das staatliche Konsularwesen und die staatliche Auslandskulturpolitik verfolgt, wie sie auch an den Botschaften gepflegt wird.
Damit stehen sie nicht in Konkurrenz, sondern in Ergänzungen zum offiziellen staatlichen Vertretungswesen. Die etwas abwertende Bezeichnung „Bindestrich-Gesellschaften“ seitens der hohen Diplomatie charakterisiert die Beziehung der beiden.

## Nationales

### Österreich
Älteste der heutigen Auslandsgesellschaften ist die 1892 noch nach Art der Landsmannschaften gegründet Schweizer Gesellschaft Wien. Die Freundschaftsgesellschaften beginnen dann unmittelbar Anfang der Besatzungszeit 1946 mit der Gründung der Österreichisch-Amerikanischen, Österreichisch-Sowjetischen und Österreichisch-Schwedischen Gesellschaft.
Schon 1956/59 entstand im Rahmen des Österreich-Hauses im Palais Pálffy die Arbeitsgemeinschaft der österreichisch-ausländischen Gesellschaften, zwischenzeitlich VÖAG, heute Dachverband aller österreichisch-ausländischen Gesellschaften – PaN (Partner aller Nationen) genannt.
Diese akzeptiert für jeden Staat nur einen Vertreter und gilt als die anerkannte Instanz der bilateralen und multilateralen Vereinigungen für Österreich. Sie vertritt mit um die 120 ordentlichen Mitgliedern an die 60 % aller Staaten weltweit.
Von Seiten der Politik wurden die Freundschaftsgesellschaften „wegen des kulturellen und damit
unverfänglichen Schwerpunktes der Aktivitäten“ unterstützt, anfangs vom Unterrichtsministerium, seit 1976 von dessen Kunstsektion, und in Folge vom jeweiligen Kulturministerium.

## Dachverbände
Auswahl:
- DDR: Liga für Völkerfreundschaft
- Finnland: Ystävyysseurojen liitto ry / Union of Friendship Associations in Finland:[10]
- Österreich: Dachverband aller österreichisch-ausländischen Gesellschaften – PaN (Partner aller Nationen); im Ausland: Auslandsösterreicher Weltbund (AÖWB)
- Schweiz: im Ausland: Auslandschweizer-Organisation (ASO)
- Vietnam: Hanoi Union of Friendship Organizations (HAUFO)[11]